# Litz (vattendrag)
Litz Bach är ett vattendrag i Österrike.   Det ligger i förbundslandet Vorarlberg, i den västra delen av landet, 500 km väster om huvudstaden Wien.
I omgivningarna runt Litz Bach växer i huvudsak blandskog. Runt Litz Bach är det ganska glesbefolkat, med 47 invånare per kvadratkilometer.